# Daniel Padilla
Daniel Padilla (né le 26 avril 1995) est un acteur, chanteur et mannequin philippin.

## Biographie
celibataire